# Tamil Nadu
Tamil Nadu (tamil: தமிழ் நாடு, Tamiḻ Nāṭu [ˈt̪amɨɻˌnaːɖɯ]) är en delstat i Indien belägen i den sydligaste delen av landet längs Koromandelkusten. Tamil Nadu är vad som är kvar av delstaten Madras som delades upp på 1950-talet. Namnet betyder "tamilernas land" på majoritetsspråket tamil och delstaten är landets till ytan elfte största, till folkmängden sjätte störst.

## Historia

### Förhistorisk tid
Området som idag utgör Tamil Nadu har bebotts av människor sedan åtminstone 15 000 till 10 000 år f.Kr. På 300-talet f.Kr härskade tre rivaliserande dynastier över delar av regionen: Chola, Pandya och Chera. Dessa idkade långväga handel med bland annat Romarriket, antikens Grekland, forntida Egypten och Mesopotamien. Den forngrekiska skriften Periplus Maris Erythraei beskriver bland annat handeln över Röda havet ända bort till de tamilska hamnstäderna. Det tamilska språket är ett av världens äldsta fortfarande talade språk med spår ända till 500 f.Kr. När arierna svepte in över Indien penetrerade de aldrig högplatån Deccan och tamilerna kunde därför dra sig tillbaka söderut och bevara en del av sina särdrag.

### Medeltid
Från slutet av 200-talet e.Kr och framåt erövrades mycket av sydligaste Indien av Pallavadynastin som ersattes av Choladynastin som dominerande makt i regionen kring 800-talet. Choladynastin, som stod för många storslagna tempelbyggen, gav i sin tur vika för ett kortvarigt välde under Pandyadynastin på 1200-talet då både handel och litteratur blomstrade och många stora tempel byggdes, exempelvis Nellaiappartemplet i Tirunelveli. Pandyadynastin gick slutgiltigt under på 1320-talet efter svåra förluster till det expanderande muslimska Delhisultanatet, drygt 50 år senare erövrades merparten av dagens Tamil Nadu av det hinduiska riket Vijayanagar. Vijayanagar styrde regionen tills riket försvagades på 1600-talet då många vasallfurstar gradvis blev självständiga, särskilt efter slaget vid Talikota 1565. Vijayanagars nedgång kännetecknades av uppkomsten av nya furstar som gjorde anspråk på delar av regionen och samtidigt började europeiska handelsstationer anläggas fram mot 1700-talet.

### Tidigmodern tid
Staden Arcot kom på 1700-talet att bli en brännpunkt i kampen mellan nawaben av Karnataka, Franska ostindiska kompaniet och Brittiska ostindiska kompaniet.

## Geografi

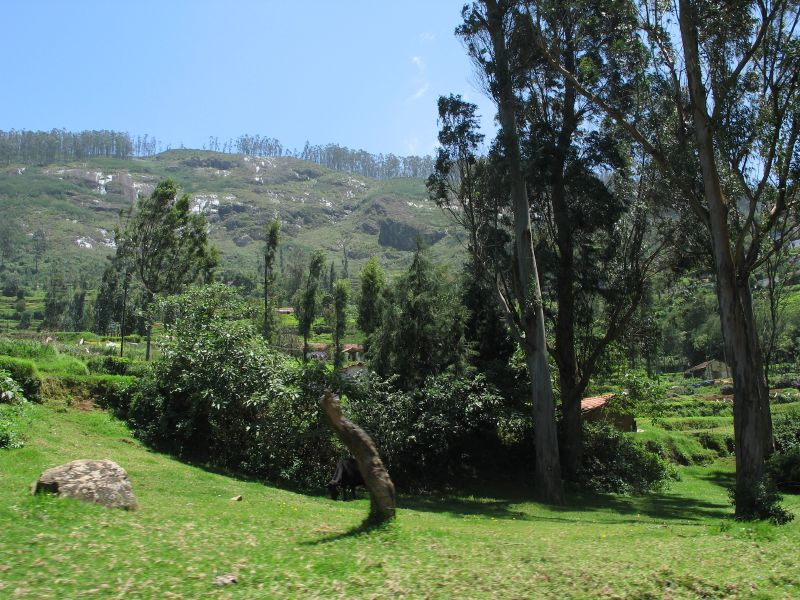
Nigiribergen.

Delstaten genomdras av Östra Ghats södra delar, som skiljs från kusten genom en bred slätt. I södra delen ligger de isolerade Cardamombergen med toppen Anaimudi (2 694 m ö.h.), den högsta i södra Indien. Norr om dem följer Nilgiribergen, i dalen mellan dessa berg går järnvägen mellan Calicut i västra grannstaten Kerala och staden Chennai. Som landskapet sluttar från väster mot öster flyter även de stora floderna ut i Bengaliska viken, för Tamil Nadu gäller detta floden Kaveri. Klimatet är på högslätten i det inre sunt. Torka med åtföljande hungersnöd var förr vanligt.
Största stad tillika delstatshuvudstad är Chennai (tidigare Madras) som även är Indiens fjärde största stad. Andra stora städer är Coimbatore, Madurai, Salem och Tiruchirapalli. Det federala territoriet Puducherry ligger som en enklav i Tamil Nadu. I Tamil Nadu ligger även Kap Comorin, Indiens sydligaste udde.

### Klimat och väder
Större delen av nederbörden kommer under nord- och östmonsunen oktober till december, till skillnad från större delen av övriga Indien.
På sommaren blåser sydvästmonsunen, vars vattenånga förtätas till regn på västra sidan av Västra Ghats, medan landet öster om dem ofta får för litet nederbörd. Där bergskedjan är lägre, passerar regnmolnen över bergen och för sin fuktighet till de inre områdena. Under den svala årstiden (oktober-mars) blåser nordöst-sydöstpassaden, som medför regn åt Koromandelkusten.

## Politik
Sedan länge ligger Tamil Nadu i tvist med grannstaten Karnataka om vattnet i Cauveryfloden. Floden flyter söderut från Karnataka till Tamil Nadu. I Tamil Nadu menar man att grannarna tar alltför mycket av flodens vatten till sin egen konstbevattning och andra ändamål.
Sedan 1967 har regeringsmakten i delstaten växlat mellan partierna All India Anna Dravida Munnetra Kazhagam (AIADMK) och Dravida Munnetra Kazhagam (DMK). Båda partierna har anor tillbaka till Madras 1916. Se även lista över de politiska partierna i Tamil Nadu.

## Ekonomi
Tamil Nadu är en av Indiens mest industrialiserade delstater. Inom jordbruket är ris, sockerrör och jordnötter de viktigaste grödorna. 49,0 % av arealen är åkermark.

## Demografi
Cirka 44 % av befolkningen lever i städer och urbaniseringen är därmed störst bland Indiens stora delstater. Av befolkningen som är 7 år eller äldre var 80,33 % läskunniga vid folkräkningen 2011. Folkmängden översteg i samma folkräkning 72 miljoner.

### Religion

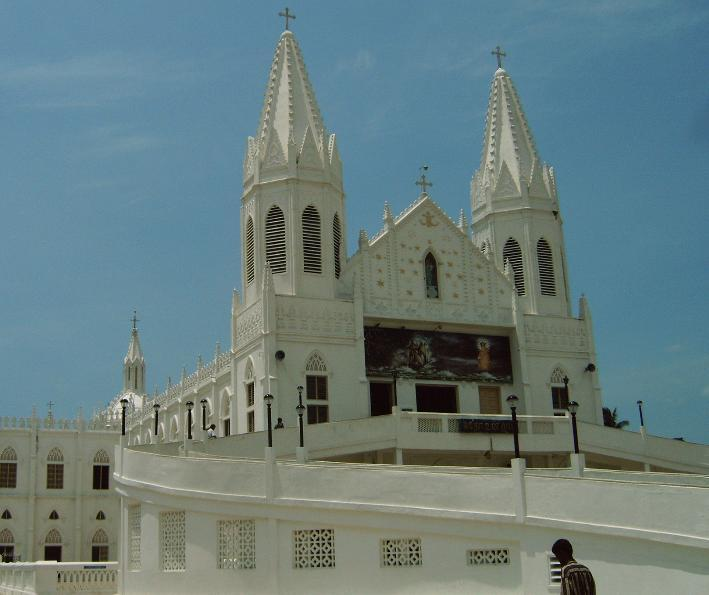
Den katolska basilikan i Vailankanni.

I Tamil Nadu finns betydligt färre muslimer än i grannstaten Kerala, den kristna minoriteten är något större än den muslimska. De kristna är liksom i Kerala talrikare än i någon annan del av Indien. Kristendomen är mycket gammal i dessa trakter, där det redan under 600-talet och 700-talet fanns manikéer och nestorianer. Den romersk-katolska missionen grundlades av Frans Xavier i form av jesuitmissionen i Madurai. Sedan 1950 finns en romersk-katolsk ärkebiskop av Madurai (archiepiscopus Madhuraiensis) med sex suffraganbiskopar och cirka 260 000 romerska katoliker. Den protestantiska kyrkomissionen startades av danskarna i början av 1700-talet; de börjande luthersk mission i Tranquebar 1706; sedan 1800-talet senare del bedrevs svensk och tysk mission. Ur den bildades 1919 den självständiga Tamil Evangelical Lutheran Church (Thamil Suvesesha Lutheran Thiruchabai), idag med ca 103 000 medlemmar, sedan 1921 under ledning av en biskop av Tranquebar.

## Kultur
Tamil Nadu är känt för sin rika litteratur, musik och dans. Här finns också den tamilska filmens "Hollywood". Ett stort antal biofilmer görs varje år. Delstaten har över 30 000 hinduiska tempel, bland annat i Kanchipuram, vilket man själva menar vara det största antalet i någon indisk delstat. Fornminnena är särskilt rika i Thanjavur, ett centrum för Choladynastin.
Den kände författaren R.K. Narayan föddes i huvudstaden Chennai.

### Fotnoter
1. 1 2   Census of India 2011; Provisional population totals, Census 2011, Tamil Nadu (pdf-fil) Preliminära resultat från folkräkningen 2011. Läst 9 april 2011.
2. ↑  newsreporter.in (25 mars 2011). ”Million years old Acheulian tools were found in Chennai”. Pressmeddelande.  Läst 8 juli 2015. Arkiverad från originalet den 10 juli 2015.
3. ↑  Sastri, K.A.Nilakanta (1970). Advanced History of India. New Delhi: Allied Publishers Pvt. Ltd. pp. 181–182.
4. ↑  ”Tamil Nadu the most urbanised State: Minister”. The Hindu (Chennai, India). 18 May 2008. http://www.hindu.com/2008/05/18/stories/2008051853960400.htm. Läst 10 september 2012.